# ピクトさん
ピクトさんとは、指示・注意・警告等をメッセージする、標識に描かれた人物のことである。ピクトさんという名前はピクトグラム（pictogram）に由来している。
日本ピクトさん学会会長の内海慶一により2003年に命名された。ピクトグラムとは「絵文字」という意味で、メッセージを視覚的に伝える図のことである。
ピクトさんは、道路、駅、工事現場、デパート、各種施設など街のいたるところで見られる。滑って転びやすい場所で注意を促す「転倒系ピクトさん」や、頭をぶつけやすい場所で注意を促す「頭打ち系ピクトさん」など、様々なピクトさんが存在する。

## 分類
内海慶一の著書『ピクトさんの本』（ビー・エヌ・エヌ新社、2007年）では以下の10分類が紹介されている。
- 転倒系
- 頭打ち系
- 落下系
- かけこみ系
- つまずき系
- 感電系
- 衝突系
- はさまれ系
- 労働系
- 黒ピクトさん